# Melanophryniscus alipioi
Melanophryniscus alipioi es una especie de anfibio anuro de la familia Bufonidae.

## Distribución geográfica
Esta especie es endémica del estado oriental de Paraná en Brasil. Se encuentra en Campina Grande do Sul por encima de 1400 m sobre el nivel del mar en la Serra do Capivari.

## Etimología
Esta especie lleva el nombre en honor a Alípio de Miranda Ribeiro.

## Publicación original
- (en) Langone, Segalla, Bornschein & de Sá, 2008: A new reproductive mode in the genus Melanophryniscus Gallardo, 1961 (Anura: Bufonidae) with description of a new species from the state of Paraná, Brazil. South American Journal of Herpetology, vol. 3, n.º 1, p. 1-9.[6]